# Trois Roches
Les Trois Roches est un site naturel de l'île de La Réunion, département d'outre-mer français dans le sud-ouest de l'océan Indien. Situé au cœur du cirque naturel de Mafate, à mi-chemin entre l'îlet de Roche Plate et celui de Marla le long du sentier de grande randonnée GR R2, il se présente sous la forme d'une dalle rocheuse presque plane se transformant soudain en un gouffre dans lequel la rivière des Galets se jette en cascade. Ce fleuve marquant la frontière communale entre La Possession et Saint-Paul dans les Hauts, le lieu-dit habité par une seule famille est lui-même installé à cheval sur les deux communes dans une zone par ailleurs couverte par le Parc national de la Réunion.